# Melissa Chan
Melissa Chan (Hong Kong, 1980) és una periodista independent sino-estatunidenca. Ha publicat en mitjans com The New York Times, The Atlantic, The Guardian, The Washington Post, VICE News, POLITICO i Foreign Policy. Ha informat per a VICE News Tonight, Al Jazeera English i ha presentat DW News Àsia per a Deutsche Welle TV. Ha aparegut com a convidada en CNN i la BBC.

## Trajectòria
Chan va néixer en 1980 al Hong Kong britànic i va créixer en l'àrea de Los Angeles després que la seva família emigrés als Estats Units quan ella tenia tres anys.
Chan va estudiar a la Universitat Yale, on es va graduar en 2002 amb una llicenciatura en història. En 2005, va completar un Mestratge de Ciències en Política comparada en la London School of Economics and Political Science (LSE), al Regne Unit.
Chan va treballar per a ABC News a Nova York de 2002 a 2004 i finalment es va unir a l'equip de producció de World News Tonight. Després de mudar-se al Regne Unit per a començar els seus estudis en LSE, Chan va continuar treballant per a ABC en la seva oficina de Londres.
En finalitzar el seu mestratge, Chan va treballar com a periodista independent a Hong Kong.
En 2007, Al Jazeera English va contractar a Chan per a treballar com a corresponsal a la Xina en l'oficina de Pequín de la cadena. Durant els seus cinc anys amb Al Jazeera English, va presentar unes 400 peces, incloent històries sobre la confiscació de terres i les anomenades "presons negres". Chan també va informar sobre històries de Corea del Nord. En 2010, Chan va escriure sobre l'ús dels diners assignats per a ajudar als supervivents i per a la reconstrucció després del terratrèmol de Yushu d'aquell any.
En 2012, el visat i les credencials de premsa de Chan no van ser renovades, fet que va forçar-la abandonar la Xina. Després de la seva expulsió, la primera d'una periodista estrangera des de 1998, Al Jazeera English va tancar la seva oficina a Pequín. Els informes de premsa i el Club de Corresponsals Estrangers de la Xina van relacionar l'expulsió amb un documental sobre el treball esclau en les presons xineses transmès per Al Jazeera English que va enfurir a les autoritats xineses. Chan no va participar en la producció de la peça, no obstant això, i la seva expulsió es va produir en el context de múltiples conflictes entre els periodistes estrangers i el govern xinès per les denegacions o retards en l'obtenció de vises de periodista.
Al maig de 2012, Yang Rui, presentador de televisió de China Global Television Network, va fer comentaris a Sina Weibo criticant a alguns ciutadans estrangers i periodistes a la Xina, especialment a Chan, qui va ser expulsada del país. La declaració de Yang es va produir durant una campanya oficial del govern xinès per a identificar als residents estrangers il·legals a la Xina.
Després de sortir de la Xina, Chan va completar una beca de periodisme John S. Knight en la Universitat Stanford durant l'any acadèmic 2012-2013. Va passar el seu any desenvolupant capacitació i eines de seguretat digital per a periodistes.
Més endavant, Chan es va convertir en corresponsal a San Francisco d'Al Jazeera America, on va treballar des del llançament del projecte a l'agost de 2013 fins al seu tancament a l'abril de 2016. Durant el seu temps amb AJA, va informar sobre històries de l'oest americà rural. També ha informat des del Canadà, Cuba, Hong Kong, Israel, Corea del Nord, Corea del Sud, Malàisia, Mongòlia, Territoris Palestins i Rússia
Va passar un temps a Alemanya com a becària transatlàntica de la Fundació Robert Bosch. Posteriorment va treballar com a reportera d'afers exteriors entre Los Angeles i Berlín. És col·laboradora del Global Reporting Center.